# Султанова Мар'ям Тімербулатівна
Мар'ям Тімербулатівна Султанова (башк. Мәрйәм Тимербулат ҡыҙы Солтанова; ? — березень 1928) — громадський діяч, меценат.

## Біографія
Закінчила Казанську жіночу гімназію.
В кінці XIX століття в Уфі, у будинку, що їй належав Мар'ям Султанова відкрила російсько-башкирське училище для дівчат, в якому навчання було безкоштовним.
На початку ХХ століття очолювала комітет, який підтримував притулок для хлопчиків-мусульман і престарілих.
З моменту обрання в січні 1908 року по 1914 рік — Мар'ям Тімербулатівна була головою Уфимського мусульманського дамського товариства.
У 1913 році Мар'ям Султанова віддає будинок — спадок від свого батька, під притулок для дівчаток-сиріт.
Мар'ям Тімербулатівна також надавала посильну допомогу навчальним закладам міста Уфи і губернії.

## Пам'ять
- Будинок Мар'ям Тімербулатівни в місті Уфі, що знаходиться за адресою: вулиця Тукаєва, 33 — є пам'яткою архітектури. На ньому зберігся вензель з ініціалами Мар'ям Султанової — «МС»[3].
- Іменем Мар'ям Султанової нині названо медресе ДУМ РБ в Уфі, по вулиці Мустая Каріма, 3.

## Родина
Батько — Тімербулат Акчурін, симбірський підприємець.
Чоловік — Арслангали Султанов (у шлюбі з 1886 року). Походив з башкирського дворянського роду Султанових. Гласний міської думи, син муфтія Оренбурзьких магометанських духовних зборів М.М. Султанова.
Дітей не було.